# Zajezierze (Ostróda)
Zajezierze – część miasta Ostróda. Rozpościera się wzdłuż ulicy Grunwaldzkiej w rejonie jeziora Sajmino na południowy wschód od centrum miasta.